# Arróniz
Arróniz (baskisch Arroitz) ist ein nordspanisches Dorf und eine Gemeinde (municipio) mit 1.054 Einwohnern (Stand: 2024) im Süden der Autonomen Gemeinschaft Navarra.

## Lage und Klima
Arróniz liegt gut 45 km (Fahrtstrecke) südwestlich von Pamplona bzw. ca. 38 km ostnordöstlich von Logroño in einer Höhe von ca. 560 m. Das Klima ist gemäßigt bis warm; Regen (ca. 600 mm/Jahr) fällt überwiegend im Winterhalbjahr.

## Bevölkerungsentwicklung
| Jahr      | 1970 | 1981 | 1991 | 2001 | 2011 | 2021 |
| Einwohner | 1570 | 1340 | 1234 | 1130 | 1106 | 1049 |

Trotz der Reblauskrise im Weinbau, der zunehmenden Mechanisierung der Landwirtschaft, der Aufgabe bäuerlicher Kleinbetriebe und der daraus resultierenden Arbeitslosigkeit auf dem Lande sind die Bevölkerungszahlen seit der zweiten Hälfte des 20. Jahrhunderts im Wesentlichen stabil geblieben.

## Wirtschaft
Der von den Römern betriebene Weinbau gewann ab dem 19. Jahrhundert an Bedeutung. Hier wird der Rioja produziert.

## Sehenswürdigkeiten
- Marienbasilika (Basílica de Nuestra Señora de Mendía)
- Salvatorkirche
- Peterskapelle
- Cäcilienkapelle
- Marienkapelle

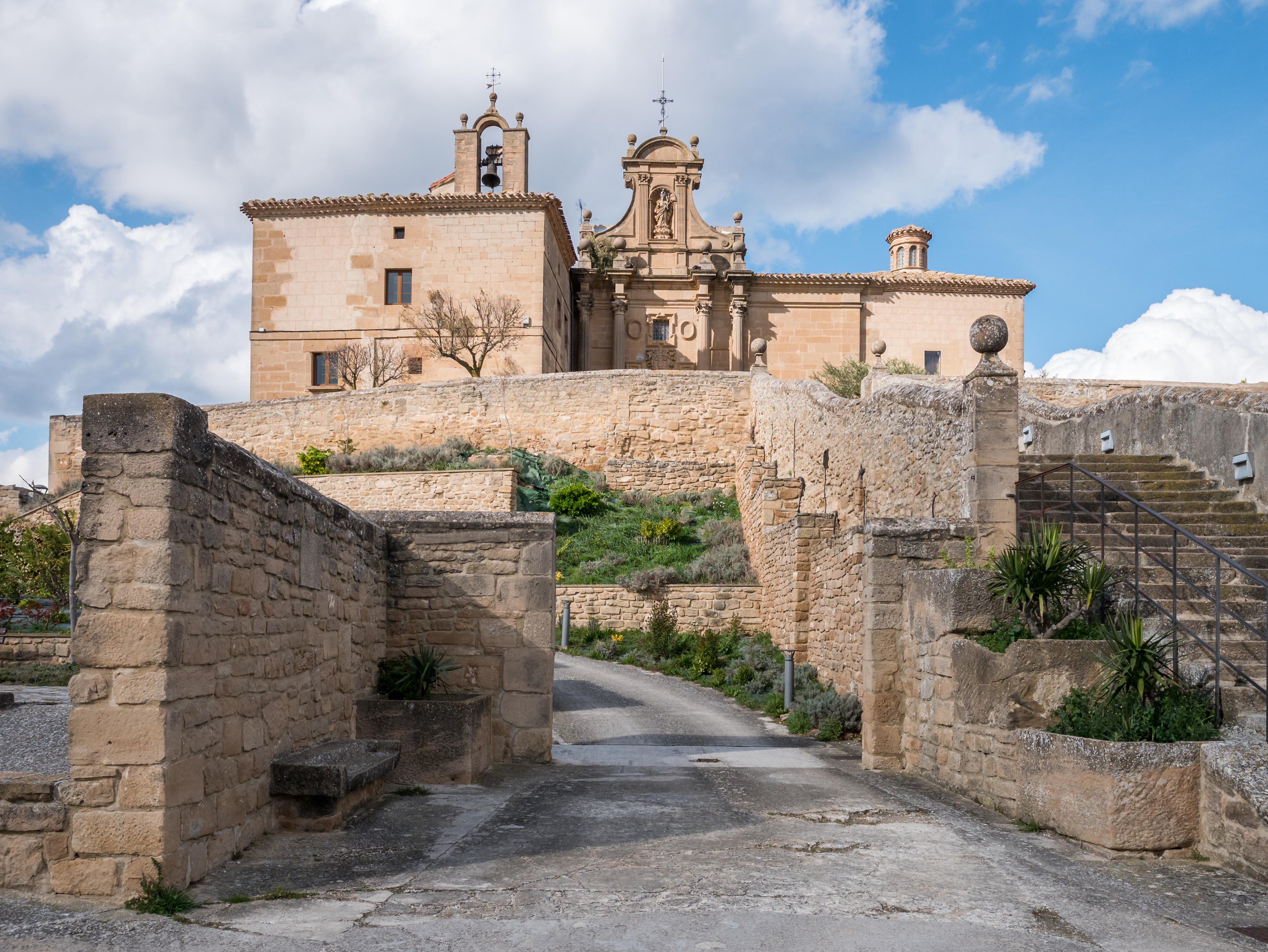
Marienbasilika
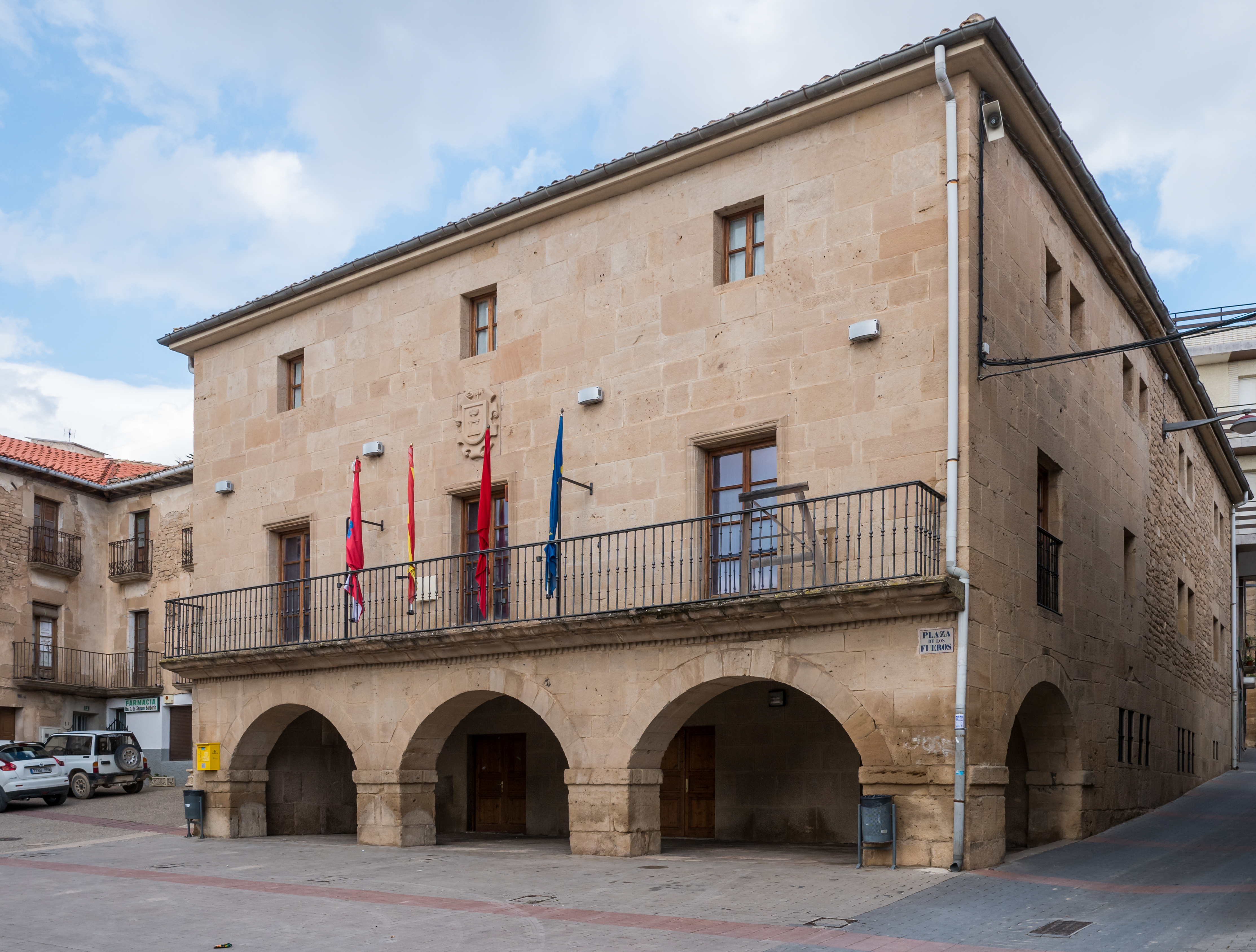
Rathaus